# Mateo Inurria
Mateo Inurria Lainosa, né le 25 mars 1867 à Cordoue et mort le 21 février 1924 à Madrid, est un sculpteur espagnol.

## Biographie
Mateo Inurria Lainosa naît le 25 mars 1867 à Cordoue. Son père, officier en poste à Séville, quitte l'armée et rejoint l'atelier du sculpteur et décorateur José Lainosa Genovés, père de sa compagne Vicenta. 
Cordoue est la ville où il fait ses études et où il exerce l'essentiel de son activité de sculpteur, d'enseignant, de restaurateur et de décorateur. Jusqu'en 1883, il suit les cours de l'École provinciale des beaux-arts, où d'autres artistes notables du dernier quart du XIXe siècle reçoivent également  une formation artistique : Lorenzo Coullaut Valera, Rafael García Guijo et les frères Romero de Torres, Rafael et Julio. Entre 1883 et 1885, il étudie à l'École spéciale de peinture, de sculpture et de gravure de Madrid. En raison de ses progrès dans l'apprentissage académique, le Conseil provincial de Cordoue lui accorde une bourse pour poursuivre ses études à Madrid jusqu'en 1890, année où Mateo Inurria présente à l'Exposition nationale des beaux-arts son œuvre Un náufrago, d'un réalisme tel que la mauvaise foi de certains membres du jury la marque comme étant vidée de sa vie.

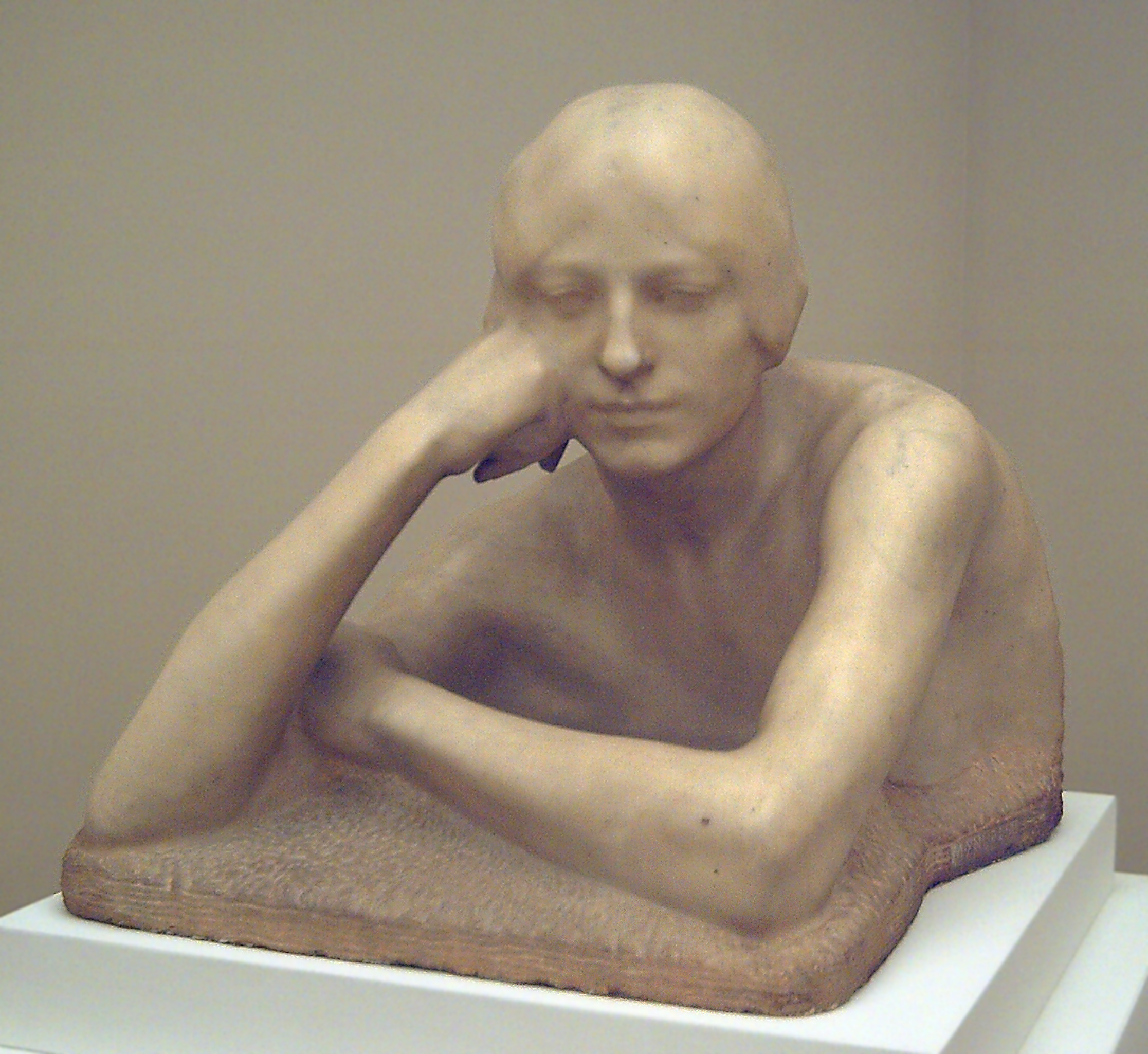
Ensueño (1922, R.A.B.A.S.F., Madrid), œuvre de maturité d'Inurria.

Entre 1891 et 1901, Mateo Inurria vit dans un milieu provincial, peu ouvert aux critiques et au public, et commence à travailler comme restaurateur et professeur. Sa sculpture dépasse les restrictions de l'académisme et tend vers un naturalisme sobre, simple dans son expression et dépourvu de détails anecdotiques, dans lequel on peut déjà voir la tendance à idéaliser ses modèles qui imprègnera son œuvre de maturité. Mateo Inurria se considère comme un artiste autodidacte, allant jusqu'à déclarer : « Je n'ai pas eu de professeur, j'ai appris par moi-même ». Il travaille à la sculpture religieuse et commémorative et, tout au long de sa carrière, à Cordoue et à Madrid, il reçoit de nombreuses commandes monumentales en hommage à des célébrités locales et nationales, qui ne sont pas toujours achevées. Durant cette période, il vit également temporairement à Rome, où il coïncide avec d'autres artistes de sa génération tels que Rafael Romero de Torres, également originaire de Cordoue, et l'artiste Marceliano Santa María de Burgos.

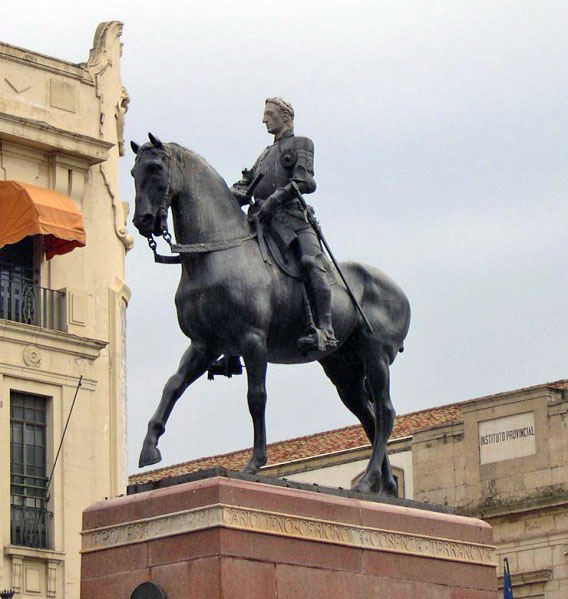
Monument au Grand Capitaine (1923, Cordoue).

Sa vocation d'enseignant revêt une grande importance pour lui. Il croit fermement que l'enseignement peut contribuer à l'amélioration de l'individu et de la société, sur le plan économique, industriel et artistique. Il devient professeur de modelage et de dessin ancien à l'école municipale des arts et métiers de Cordoue et, en 1901, il est nommé directeur de l'école des arts industriels de Cordoue, avec le pouvoir de programmer les études d'orfèvrerie, de guadamecilería, de forge, de menuiserie, de taille de pierre et de céramique dans des écoles-ateliers. Il réalise quelques œuvres dans la ligne de la dénonciation sociale qui triomphe à la fin du siècle, comme La mina de carbón, et des dessins et décorations d'influence moderniste pour la bibliothèque du Círculo de la Amistad, Liceo Artístico y Literario de Córdoba, où il entre en 1900.

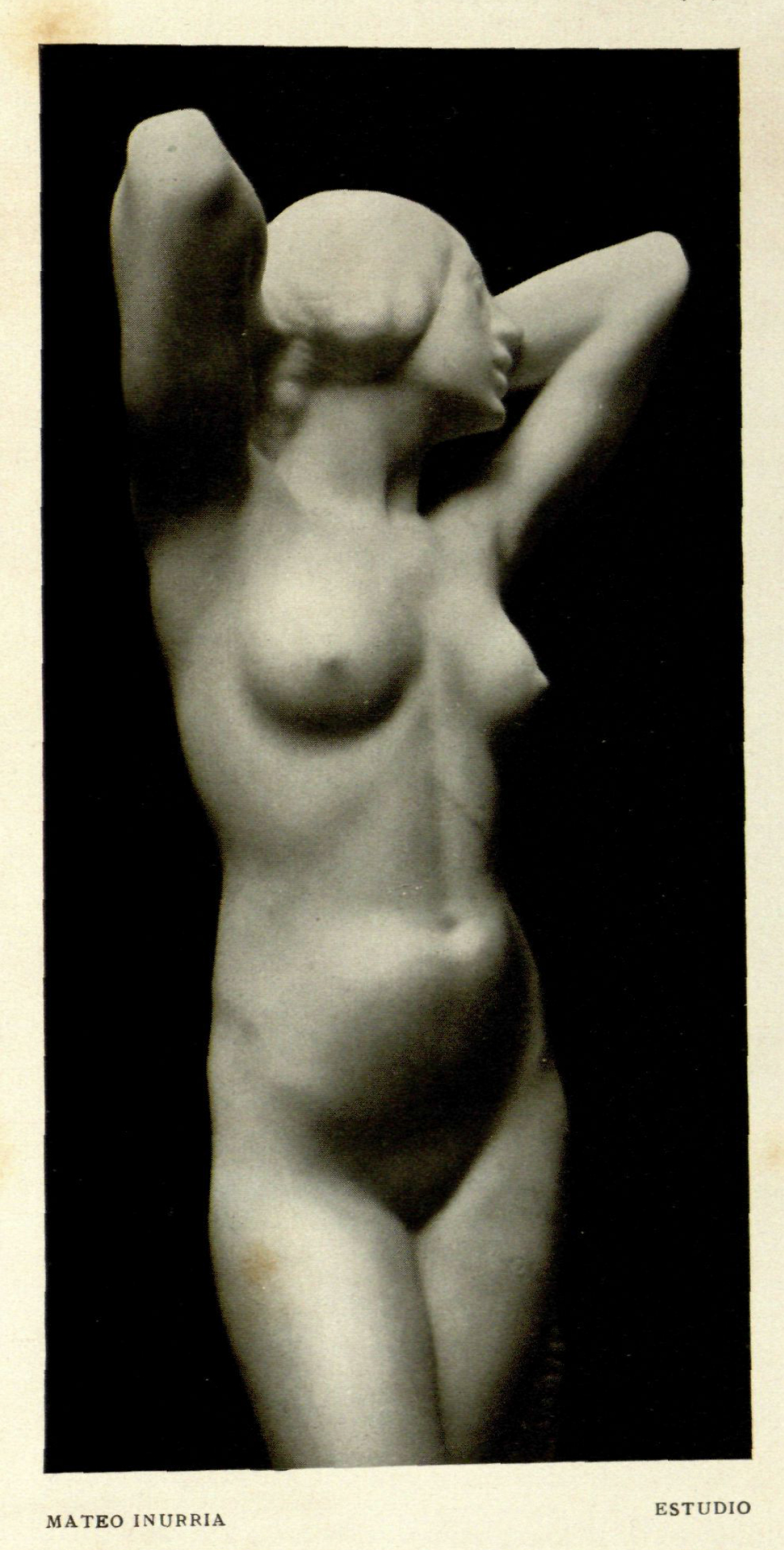
Étude.

En 1905, le sculpteur Rodin arrive en Espagne accompagné de son ami intime Ignacio Zuloaga. Mateo Inurria a l'occasion de le rencontrer et d'être son cicerone lors de sa visite à Cordoue. À partir de cette époque, Mateo Inurria participe régulièrement aux jurys de la section sculpture des expositions nationales des beaux-arts de Madrid.
En 1911, Mateo Inurria est nommé professeur de modelage et de moulage à l'École des arts et métiers de Madrid, ce qui marque le début d'une nouvelle étape dans laquelle son dévouement à la sculpture devient plus intense. Le fait qu'il vive à Madrid lui donne un plus grand contact avec le monde culturel et artistique, ainsi qu'une plus grande reconnaissance de son travail. Il se concentre de plus en plus sur son thème de prédilection : le nu féminin, en tant que matérialisation d'un idéal esthétique dans lequel se conjuguent perfection formelle, naturalisme idéalisé et sobre, sensualité et érotisme. En voici quelques exemples : Ídolo eterno, Deseo, La parra et Forma, dont les deux derniers font actuellement partie de la collection du Museo Nacional Centro de Arte Reina Sofía.
Il reçoit une médaille d'honneur à l'exposition nationale des beaux-arts en 1920, et deux ans plus tard, il est admis à l'Académie royale des beaux-arts de San Fernando. Il meurt en 1924 à Madrid et est inhumé au cimetière de l'Almudena.

## Expositions
- 1890 : Exposition nationale des beaux-arts
- 1895 : Exposition nationale des beaux-arts
- 1899 : Exposition nationale des beaux-arts
- 1915 : Exposition internationale de Panama
- 1919 : Exposition hispano-française, Saragosse
- 1920 : Exposition nationale des beaux-arts

## Prix et distinctions
- 1895 : Médaille de deuxième classe à l'Exposition nationale des beaux-arts.

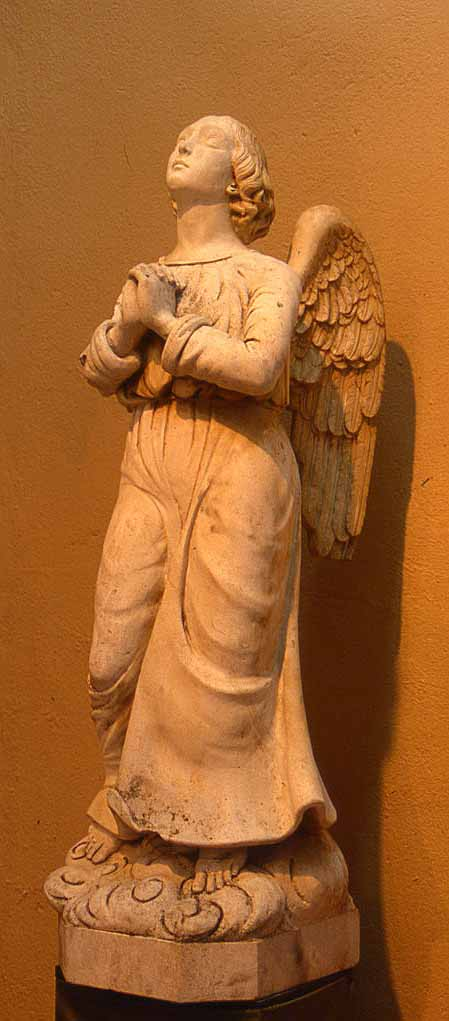
Ángel orante.

- 1899 : Médaille de première classe à l'Exposition nationale des beaux-arts.
- 1915 : Médaille d'or à l'exposition internationale de Panama.
- 1919 : Diplôme d'honneur à l'exposition hispano-française de Saragosse.
- 1920 : Médaille d'honneur à l'Exposition nationale des beaux-arts.

## Œuvres
- Ángel orante, pour le cimetière de Montoro, actuellement au Musée de Montoro.
- Monument dédié à Lope de Vega, 1902, Madrid.
- Groupe représentatif de La Marina pour le Monument dédié à Alfonso XII, 1905, Madrid.
- Buste et pierre tombale du poète Manuel Reina, 1906, Puente Genil, Province de Cordoue.
- Monument dédié à Eduardo Rosales, 1922, Paseo del Pintor Rosales, Madrid.
- Buste de Don Luis Ramírez Galuzo, 1922, dans les jardins de la mairie de La Línea de la Concepción.
- Monument au grand capitaine, 1923, Córdoba.